# 랄릿푸르 (인도)
랄릿푸르(영어: Lalitpur)는 인도 우타르프라데시주의 도시이자, 랄릿푸르 구의 중심지이다.

## 인구
2011년 인구총조사의 주별 통계에 따르면 랄릿푸르의 인구는 133,305명으로, 남성은 69,529명이고 여성은 54,062명이다. 문해율은 82.39%에 달한다. 전체 인구 중에서 힌두교 신자는 76.27%, 이슬람교 신자는 13.72%, 자이니교 신자는 8.99%이며 나머지 1.02%는 기타 종교를 믿는 것으로 조사되었다.

## 교통

### 철도

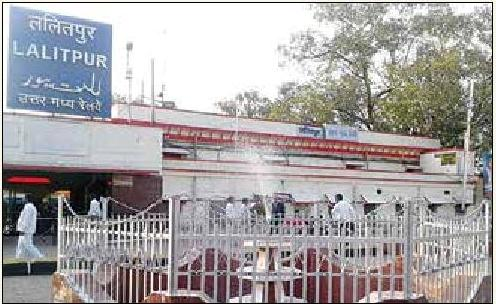
랄릿푸르 철도역

랄릿푸르 역은 지역 대표 철도역으로, 뉴델리, 뭄바이, 첸나이, 인도레, 파트나, 보팔, 괄리오르, 자발푸르, 우자인, 사우고르, 푸리, 알라하바드, 벵갈루루, 다모, 잔시 등의 대도시와 연결된다. 2013년부터는 티캄가르와 랄릿푸르를 잇는 신 철도노선이 개통되었으며, 현재는 차타푸르까지 연장 공사 중에 있다. 랄릿푸르 역과 가장 가까운 철도역으로는 같은 주의 잔시 역과 마디아프라데시 주의 비나 역이 있다.
랄릿푸르에 정차하는 주요 열차편으로는 말와 익스프레스, 펀자브 메일, 보팔-러크나우 익스프레스, 자발푸르-잠무타위 익스프레스, 곤드와나 익스프레스, 보팔 익스프레스, 샤타브디 익스프레스, 파탄코트 익스프레스, 푸슈파크 익스프레스, 쿠시나가르 익스프레스가 있으며 이외에도 수많은 기차가 선다.

### 도로와 항공

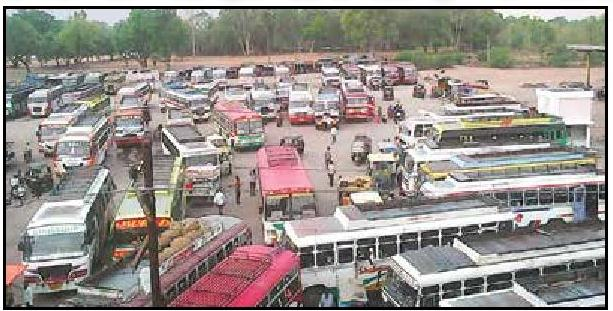
랄릿푸르의 버스 정류장

현재 건설되고 있는 황금의 사각형 프로젝트 중 하나인 남북 동서 고속도로가 랄릿푸르를 지나가며, 해당 구간은 완공되었다.
랄릿푸르는 인도 공항국이 운영하는 활주로가 분델칸드 지역에서 유일하게 자리해 있다. 인도 정부가 소도시로 보조 항공편을 운항하는 계획이 있어 랄릿푸르 활주로는 소규모 공항으로 전환될 수도 있다.

## 교육
랄릿푸르에는 학교와 대학교가 여러 곳 있다. 가장 유명한 학교 중 하나인 ISC, ICSE는 공립 학교로, 분델칸드 학교 (잔시)와 우타르프라데시 라자르시 탄돈 공공 대학교 (알라하바다)와 제휴를 맺고 있다. 인디라 간디 국립 공공 대학교의 랄릿푸르 캠퍼스도 있다.